# Nedelea
Nedelea – wieś w Rumunii, w okręgu Prahova, w gminie Ariceștii Rahtivani. W 2011 roku liczyła 2449 mieszkańców.